# JMM
"JMM" é o sétimo episódio da quinta temporada da série de televisão norte-americana de drama Better Call Saul, derivada de Breaking Bad, e o quadragésimo sétimo da série em geral. Foi dirigido por Melissa Bernstein e teve o seu roteiro escrito por Alison Tatlock. A transmissão original estadunidense do episódio ocorreu na noite de 30 de março de 2020 através da rede de televisão AMC. Fora dos Estados Unidos, o episódio estreou no serviço de streaming da Netflix em vários países.

## Enredo
Jimmy e Kim se casam. E agora, com privilégio de cônjuge, Jimmy pode contar a Kim sobre seus casos sem mentir.
Lalo é acusado de assassinato. Jimmy o representa em sua acusação e Lalo é preso. Ele instrui Jimmy a obter sua libertação sob fiança, para que ele não vá a julgamento, prometendo que, se for bem-sucedido, Jimmy se tornará rico como "amigo do cartel". Jimmy testa seu novo relacionamento com Kim, falando sobre Lalo, incluindo sua intenção de não defender Lalo e deixá-lo preso.
Rich e Kim se encontram com Kevin e pedem desculpas pelo resultado do caso de Acker, e Kevin indica que ele os deixará saber caso ele decida mantê-los. Kim leva Rich de volta ao escritório de Kevin e diz que ele sempre ignorou os conselhos deles. Ela diz a Kevin que, se ele os dispensarem ou obterem novos advogados, ela espera que ele esteja mais disposto a ouvir. Kevin indica sua aprovação dizendo a Kim e Rich que os verá na reunião regular de quinta-feira.
Mike passa um tempo com Kaylee e diz a Stacey que ele superou o problema que causou seu acesso de raiva recente. Nacho diz a Mike que Lalo quer que Nacho queime o principal restaurante Los Pollos Hermanos de Gus. Gus e outros proprietários de subsidiárias fornecem relatórios ao Peter, o presidente da Madrigal, em Houston. Mais tarde, Gus se reúne com Peter e Lydia para atualizá-los sobre o progresso da construção do laboratório de metanfetamina e avisa que Lalo continua sendo uma ameaça, mesmo enquanto está encarcerado. Peter entra em pânico e Gus o acalma, lembrando-o de sua experiência compartilhada em Santiago. Em seu retorno, Gus e Nacho protegem o papel de Nacho como informante dentro da organização de Salamanca, vandalizando o restaurante principal de Gus e, em seguida, provocando uma explosão tardia deixando o lugar em chamas.
Gus quer que Lalo seja libertado, então Mike fornece a Jimmy detalhes sobre o trabalho de investigação que ele fez sob um nome falso. Jimmy usa as informações na audiência para acusar a polícia de adulteração de testemunhas. O juiz concede uma fiança de US$ 7 milhões em dinheiro, que Lalo diz a Jimmy chocado que ele pode pagar.
Howard aborda Jimmy sobre trabalhar na HHM e Jimmy diz que ainda está considerando. Howard percebe que Jimmy estava brincando com ele, inclusive danificando seu carro e interrompendo um almoço que teve recentemente rescindindo a oferta. Furiosamente, Jimmy culpa Howard pela morte de Chuck e diz que ele cresceu demais para as restrições de um emprego na HHM.

## Produção
"JMM" foi a estreia de Melissa Bernstein na função de diretora. Até o momento, ela tinha sido produtora executiva de Breaking Bad, Better Call Saul e El Camino.
Vários easter eggs com referências a Breaking Bad foram incluídos neste episódio. Bernstein criou uma cena para o personagem Peter Schuler, o presidente da Madrigal, para contrastar com sua cena fúnebre no episódio "Madrigal", de Breaking Bad, com as duas cenas começando com Peter provando molhos dos restaurantes subsidiários da Madrigal. Eles também trouxeram o uso da frase "amigo do cartel" que Saul profere em desespero a Walt e Jesse quando o sequestram em seu episódio introdutório de Breaking Bad "Better Call Saul", acreditando que Lalo era uma boa maneira de apresentar a frase para Jimmy/Saul. Outras referências incluem a alusão aos dois casamentos anteriores de Jimmy antes de Kim, e também os sapatos de salto alto com sola vermelha e marca registrada de Lydia.
Alan Sepinwall, escrevendo para a revista Rolling Stone, observou que o título do episódio, "JMM", pode ser interpretado de três maneiras conforme apresentado no episódio: como as próprias iniciais de Jimmy, como uma sigla para "Justiça é o Melhor Método", o lema que Jimmy inventa depois que Kim deu ele a maleta com as iniciais depois que ele decidiu usar o nome Saul Goodman, e também como a sigla para "Junte Muitos Milhões", a frase que Lalo repete a Jimmy para coagir sua ajuda a pagar fiança por ele.

## Recepção

### Crítica
"JMM" foi aclamado pela crítica especializada. De acordo com os dados agregados no Rotten Tomatoes, ele obteve uma classificação perfeita de 100% com uma pontuação média de 9.1 de 10 com base em 11 avaliações. O consenso crítico do site diz: "Jimmy dá o nó, mas Saul Goodman está pendurado no laço sobre o futuro de todos neste episódio diabolicamente satisfatório".

### Audiência
"JMM" foi assistido por 1.30 milhões de telespectadores em sua transmissão original nos Estados Unidos, indicando uma queda de audiência em relação ao índice do episódio exibido na semana anterior, que foi de 1.40 milhões.